# Pelourinho de Caniçada
O Pelourinho de Caniçada, também referido como Pelourinho de Ribeira do Soaz, localiza-se na freguesia de Caniçada e Soengas, no município de Vieira do Minho, distrito de Braga, em Portugal. Encontra-se classificado como Imóvel de Interesse Público desde 1933 integrado no conjunto constituído pelos Antigos Paços dos Concelho, Pelourinho e Pedra de Armas de Ribeira de Soaz.